# Provincia de Cumaná
La provincia de Cumaná fue una de las antiguas entidades políticas venezolanas, cuando este país era una capitanía general del Imperio español y luego de independizarse poseyera un régimen centralista. Fue la sucesora de la antigua provincia de Nueva Andalucía y desde 1840 abarcaría un territorio similar al de los actuales estados Sucre y Monagas.

## División territorial

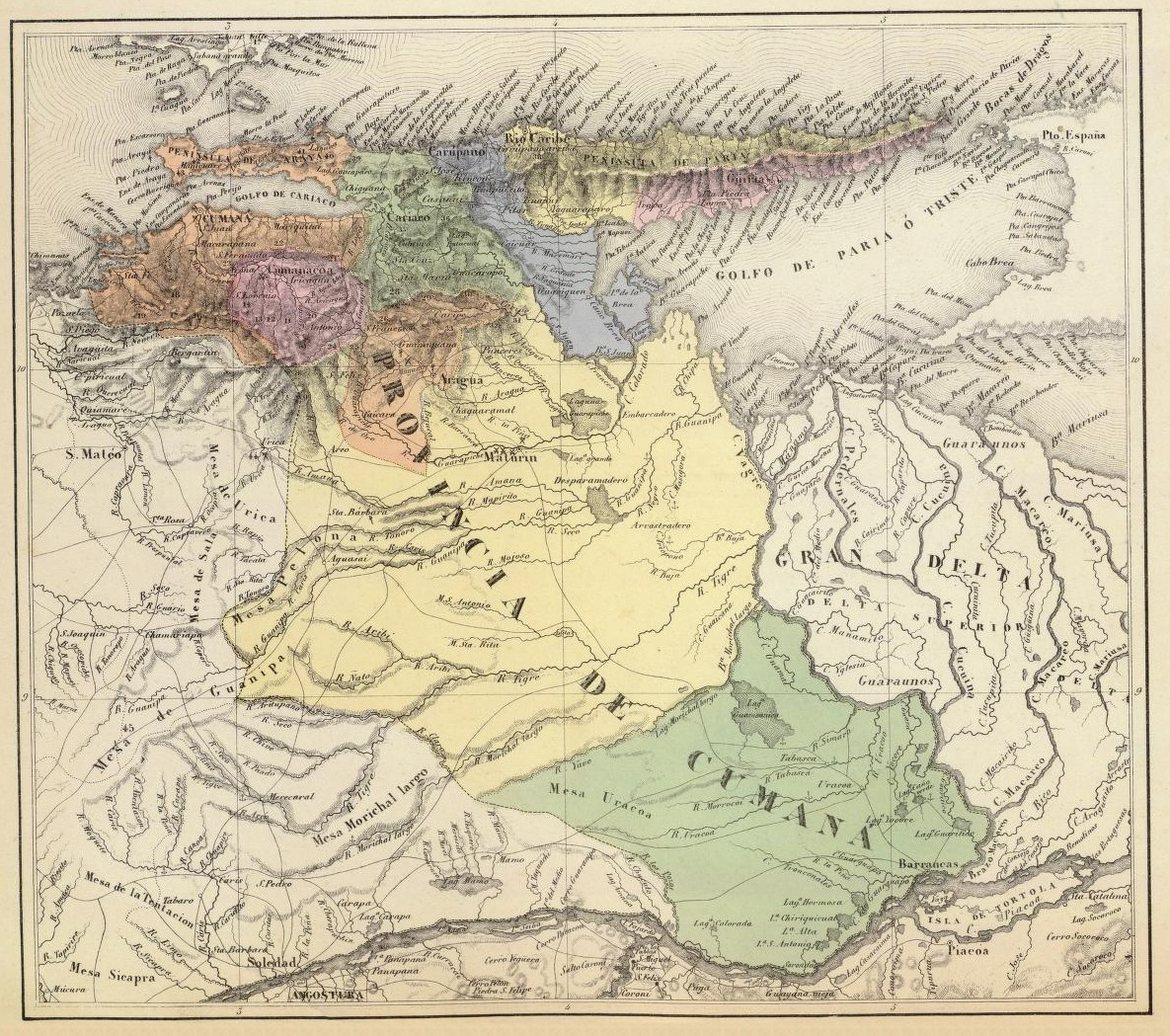
Provincia de Cumaná en 1840.

En 1825 la provincia de Cumaná dentro del departamento del Orinoco, de la Gran Colombia, estaba dividida en los cantones de Cumaná, Aragua Cumanés, Cariaco, Carúpano, Cumanacoa, Güiria, Maturín y Río Caribe.
En 1840 la provincia de Cumaná estaba dividida en los cantones de Aragua, Barrancas, Cariaco, Carúpano, Cumaná, Cumanacoa, Güiria, Maturín y Río Caribe.